# Heteronychia wieseli
Heteronychia wieseli är en tvåvingeart som beskrevs av Andy Z. Lehrer 1993. Heteronychia wieseli ingår i släktet Heteronychia och familjen köttflugor. Inga underarter finns listade i Catalogue of Life.